# Elaphoglossum tachirense
Elaphoglossum tachirense är en träjonväxtart som beskrevs av John T. Mickel. Elaphoglossum tachirense ingår i släktet Elaphoglossum och familjen Dryopteridaceae. Inga underarter finns listade.